# Sinfonia da requiem
De Sinfonia da requiem is een compositie voor symfonieorkest van Benjamin Britten. Het is volgens de officiële lijst zijn opus 20. Het was na Sinfonietta (opus 1) en Simple Symphony (opus 4) het derde werk van de componist waarvan de titel verwijst naar symfonie.

## Geschiedenis
Britten kreeg de opdracht voor het werk uit Japan ter gelegenheid van de 2600ste verjaardag van het Japans Keizerrijk. De Japanners dachten dus dat Britten met een feestelijk werk kwam. Aan een deel van de titel, requiem, is te zien, dat het geen vrolijk en feestelijk werk was. De Japanners beschouwden voorts de titels van de delen uit de Christelijke liturgie een belediging en weigerden het werk. Het geheel kan wellicht gezien worden als bedoeling van de componist, die net als zijn leraar Frank Bridge overtuigd pacifist was en de daden van Japan in de jaren 1939 en 1940 wezen niet op een vredelievende natie. Hij gaf aan dat hij het componeerde ter nagedachtenis aan zijn ouders.
Britten voltooide het werk in juni 1940 toen hij in Amityville (New York) in de Verenigde Staten woonde. Japan en de VS Staten waren toen nog niet in oorlog (de Aanval op Pearl Harbor vond plaats op 7 december 1941). Britten mocht het geld dat hem voor de opdracht was gegeven houden. Hij kocht snel een Ford-auto, zodat de Japanse regering het niet konden terugvragen. Op 29 maart 1941 leidde dirigent John Barbirolli de New York Philharmonic in de première van dit werk in Carnegie Hall. Het werd ook de dag daaropvolgend gespeeld. Daarvan zijn opnamen verkrijgbaar met matige kwaliteit. Japanners konden het werk pas veel later horen, op 18 februari 1956 leidde Britten zelf de uitvoering met het NHK Symfonie Orkest. De uitvoering door John Barbirolli viel in eerste instantie in goede aarde bij Britten. Later had hij er gemengde gevoelens over, met name over de tempi die Barbirolli aanhield. De gemiddelde tijd voor deze symfonie is net 20 minuten. De opname met Barbirolli is net geen 23 minuten. Barbirolli bleef het werk echter spelen getuige de uitvoering op 22 januari 1969, toen hij het speelde met het Concertgebouworkest in het Amsterdamse Concertgebouw.

### Programma 29 maart 1941
- Gioacchino Rossini: Ouverture L'Italiana in Algeri
- Benjamin Britten: Sinfonia da requiem
- Pjotr Iljitsj Tsjaikovski: Symfonie nr. 4

## Muziek
Britten week af van de vierdelige opzet van de klassieke symfonie en gaf aan dat het werk achterelkaar doorgespeeld moest worden. Er zijn drie delen, gerelateerd aan onderdelen van het Requiem:
1. Lacrymosa (Andante ben misurato)
2. Dies Irae (Allegro con fuoco)
3. Requiem Aeternam (Andante molto tranquillo)

Britten gebruikte dan wel titels uit de liturgie, hij had er geen religieuze bedoelingen mee. Zelf omschreef hij ze als Een langzame klaagzang in marsvorm, Dodendans en Het besluit. Het gehele stuk is geschreven in de toonsoort d majeur. Het Dies Irae kan gezien worden als het scherzo.

### Orkestratie
- 3 dwarsfluiten met daarbij piccolo en altfluit, 2 hobo's, 1 althobo, 1 esklarinet, 2 besklarinetten, 1 basklarinet, 1 altsaxofoon (ad lib), 2 fagotten, 1 contrafagot
- 6 hoorns (waarvan 2 ad lib), 3 trompetten, 3 trombones, 1 tuba
- pauken, grote trom, kleine trom, bekkens, tamboerijn, zweep, xylofoon, 2 harpen (waarvan 1 ad lib),  piano
- violen, altviolen, celli, contrabassen

## Discografie
Er zijn talloze opnamen van dit werk, Britten zelf nam het werk drie keer op.